# Santa María del Tiétar
Santa María del Tiétar (antiguamente Escarabajosa) es un municipio y localidad española de la provincia de Ávila, en la comunidad autónoma de Castilla y León. El término municipal tiene una población de 553 habitantes (INE 2024).

## Símbolos
El escudo heráldico y bandera que representan al municipio fueron aprobados oficialmente el 6 de junio de 1995. El escudo se blasona de la siguiente manera:

Escudo partido. Primero de azur con diez roeles de plata, puestos tres, tres, tres y uno, sobre ondas de plata y azur. Segundo, de gules con un creciente de plata, y el jefe de lo mismo. Timbrado de la Corona Real de España.
Boletín Oficial de Castilla y León nº 123 de 28 de junio de 1995

La descripción textual de la bandera es la siguiente:

Bandera cuadrada, de proporción 1:1, cuartelada de azul y blanco, y brochante al centro el escudo municipal en sus colores.
Boletín Oficial de Castilla y León nº 123 de 28 de junio de 1995

## Geografía

### Ubicación
Santa María del Tiétar es la primera localidad de la provincia de Ávila y del valle del Tiétar entrando desde la Comunidad de Madrid por la M-501, al sudeste de la provincia de Ávila. Pertenece a la comunidad autónoma de Castilla y León. La localidad se encuentra situada a una altitud de 697 m sobre el nivel del mar.
La superficie del término municipal una superficie de 11,95 km². Dista aproximadamente 80 km de la capital del estado. Goza de un clima templado, este valle es conocido como «La Andalucía del Tiétar». El gentilicio de la localidad es «boleras/os».[cita requerida]
| Noroeste: Casillas             | Norte: Casillas           | Noreste: Rozas de Puerto Real |
| Oeste: Sotillo de la Adrada    |                           | Este: Rozas de Puerto Real    |
| Suroeste: Sotillo de la Adrada | Sur: Rozas de Puerto Real | Sureste: Rozas de Puerto Real |

### Transporte
La principal vía de acceso al municipio y al valle es mediante la carretera autonómica CL-501, continuación natural de la llamada «autovía de los Pantanos» M-501, que forma la principal arteria vertebradora del valle del Tiétar. En cuanto al transporte en autobús, existe una empresa que ofrece este servicio y comunica al municipio con Madrid y los demás municipios a lo largo de la carretera CL-501.[cita requerida] DOALDI, que pertenece al grupo SAMAR, da servicio a la localidad con la línea Arenas de San Pedro-Madrid (comunica Santa María del Tiétar, a través de la C-501 con Madrid y Arenas de San Pedro). Para llegar a la localidad desde Madrid se deben coger los autobuses desde la Estación Sur de Autobuses de Madrid.[cita requerida]

### Clima
| Parámetros climáticos promedio de Santa María del Tiétar en el periodo 1967-2003                                                                                | Parámetros climáticos promedio de Santa María del Tiétar en el periodo 1967-2003 | Parámetros climáticos promedio de Santa María del Tiétar en el periodo 1967-2003 | Parámetros climáticos promedio de Santa María del Tiétar en el periodo 1967-2003 | Parámetros climáticos promedio de Santa María del Tiétar en el periodo 1967-2003 | Parámetros climáticos promedio de Santa María del Tiétar en el periodo 1967-2003 | Parámetros climáticos promedio de Santa María del Tiétar en el periodo 1967-2003 | Parámetros climáticos promedio de Santa María del Tiétar en el periodo 1967-2003 | Parámetros climáticos promedio de Santa María del Tiétar en el periodo 1967-2003 | Parámetros climáticos promedio de Santa María del Tiétar en el periodo 1967-2003 | Parámetros climáticos promedio de Santa María del Tiétar en el periodo 1967-2003 | Parámetros climáticos promedio de Santa María del Tiétar en el periodo 1967-2003 | Parámetros climáticos promedio de Santa María del Tiétar en el periodo 1967-2003 | Parámetros climáticos promedio de Santa María del Tiétar en el periodo 1967-2003 |
| Mes | Ene.                                                                             | Feb.                                                                             | Mar.                                                                             | Abr.                                                                             | May.                                                                             | Jun.                                                                             | Jul.                                                                             | Ago.                                                                             | Sep.                                                                             | Oct.                                                                             | Nov.                                                                             | Dic.                                                                             | Anual                                                                            |
| --- | -------------------------------------------------------------------------------- | -------------------------------------------------------------------------------- | -------------------------------------------------------------------------------- | -------------------------------------------------------------------------------- | -------------------------------------------------------------------------------- | -------------------------------------------------------------------------------- | -------------------------------------------------------------------------------- | -------------------------------------------------------------------------------- | -------------------------------------------------------------------------------- | -------------------------------------------------------------------------------- | -------------------------------------------------------------------------------- | -------------------------------------------------------------------------------- | -------------------------------------------------------------------------------- |
| Precipitación total (mm) | 99                                                                               | 91.80                                                                            | 58.80                                                                            | 77.80                                                                            | 78.50                                                                            | 40.60                                                                            | 13.10                                                                            | 13.20                                                                            | 34.30                                                                            | 87.30                                                                            | 99                                                                               | 111.70                                                                           | 805.20                                                                           |
| Fuente: Ministerio de Agricultura, Alimentación y Medio Ambiente. Datos de precipitación para el periodo 1967-2003 en Santa María del Tiétar 22 de mayo de 2013 |                                                                                  |                                                                                  |                                                                                  |                                                                                  |                                                                                  |                                                                                  |                                                                                  |                                                                                  |                                                                                  |                                                                                  |                                                                                  |                                                                                  |                                                                                  |

## Historia
El término está situado sobre un terreno llano, en la cuenca del río Tiétar. Su fundación data de la Edad Media, habiéndose denominado antiguamente como «Escarabajosa» (Libro de la Montería, de Alfonso XI). Sus tierras pertenecieron originariamente al realengo de la Comunidad y Ciudad de Tierra de Ávila, dentro del arciprestazgo de Arenas de San Pedro. Sin embargo, durante el siglo XV parece que pasó a la jurisdicción de la villa toledana de Escalona. Esta villa, con sus aldeas, fue dada en señorío por Juan II el 9 de septiembre de 1423 al poderoso válido Álvaro de Luna, que con licencia regia hizo mayorazgo en favor de su hijo mayor Juan, hacia el año 1438.
Tras de la ejecución del condestable en 1453 y la confiscación de sus bienes, se hizo concordia entre el Rey y su viuda Juana de Pimentel (Escalona, 30 de junio de 1453), por la cual quedaron para ésta la jurisdicción de Escalona con todas las aldeas del valle del Tiétar.
El estado de Escalona fue elevado a la dignidad de Ducado por Enrique IV en 1472, a favor de Juan Pacheco, marqués de Villena. En esta casa permaneció este señorío hasta el fin del Régimen Señorial, en 1811. 
En 1833 cambió de provincia, pasando de la Toledo a la provincia de Ávila. Hacia mediados del siglo XIX, el lugar tenía contabilizada una población de 432 habitantes. Aparece descrito en el séptimo volumen del Diccionario geográfico-estadístico-histórico de España y sus posesiones de Ultramar de Pascual Madoz de la siguiente manera:

ESCARABAJOSA: l. con ayunt. en la prov. y dióc. de Avila (9 leg.), part. jud de Cebreros (5), aud. terr. de Madrid (15), c. g. de Castilla la Vieja (Valladolid 30). sit. en una hondonada, inmediato al nacimiento del r. Tietar, le combaten los vientos N., E. y O., y su clima es propenso á constipados y catarrales: tiene sobre 200 casas, la mayor parte de mediana construccion, una plaza, sus calles son poco cómodas y con escasa limpieza; casa de ayunt., cárcel, escuela de instruccion primaria, dotada con 700 rs. de propios, y la retribucion de los discípulos, y una igl. parr. (Ntra. Sra. de la Asuncion), servida por un párroco, cuyo curato es de entrada, de presentacion de S. M. en los meses Apostólicos, y del ob. en los ordinarios. En los afueras se encuentran varios puntos que sirven de paseos, 1 fuente de aguas saludables, y el cementerio que no perjudica á la salud pública. El térm. se estiende 1 leg. de N. á S., y 1/4 de E. á O.; y confina N. Casillas; E. y S. Las Rozas, y O. Sotillo; le atraviesa, pasando por las inmediaciones del pueblo, el r. ya mencionado Tietar, que es de curso perenne y marcha de E. á O., un arroyo bastante caudaloso que da movimiento con sus aguas á 9 molinos harineros, y otros varios arroyos y gargantas; hay 2 puentes de madera, el uno en el r. y el otro en el arroyo, ambos de mediana construccion. El terreno en su mayor parte es de monte; hay dos cordilleras, una á la parte del N. y otra á la del S.; un bosquecillo de roble y pastos, y algun viñedo: caminos: los que dirigen á los pueblos limítrofes, y una cañada real que va á Estremadura, todos en regular estado. El correo se recibe los miércoles y domingos y salen en los mismos dias. prod.: toda clase de cereales, vino, patatas, alubias, castañas, guindas, higos, melocotones, algo de oliva y seda; mantiene ganado lanar, vacuno, cabrio y de cerda; cria caza de perdices, conejos y palomas, lobos y alguna zorra. ind. y comercio: la agrícola, los molinos harineros ya mencionados, varios tegedores de lienzo, ganaderos, esportacion de carne de cerdo para Escalona y tierra de Toledo; importacion de los art. de primera necesidad de Castilla y mercados de Cebreros; para el vestido se surten de San Martin de Valdeiglesias, Escalona y Talavera de la Reina. pobl.: 102 vec., 432 alm. cap. prod.: 1.007,200 rs. imp.: 40,288. ind. y fabril: 4,850. contr.; 5,672 rs. 6 mrs.
(Madoz, 1847, p. 521)

La localidad, que antiguamente se denominaba Escarabajosa, cambió su nombre por el actual en 1955.
Los vecinos de Santa María del Tiétar -sólo 50 a mediados del siglo XVIII- se han dedicado tradicionalmente a la producción agraria de secano (cereal), de lino y viñedo, y a la ganadería. Además, destacan en su pasado numerosos molinos harineros que en su término trabajaron (diez en el siglo XVIII, de los que siete se han conservado hasta los últimos años), y colmenas (entonces sesenta).[cita requerida] En la actualidad, con unos 510 habitantes y 1400 viviendas, es un pueblo dedicado al turismo.[cita requerida]

## Administración y política
| Periodo   | Nombre                         | Partido              |
| --------- | ------------------------------ | -------------------- |
| 1979-1983 | Román Sánchez                  | Alianza Popular      |
| 1983-1987 | Román Sánchez                  | Alianza Popular      |
| 1987-1991 | Román Sánchez                  | Alianza Popular      |
| 1991-1995 | Ramón Sánchez                  | Partido Popular (PP) |
| 1995-1999 | Ramón Sánchez                  | Partido Popular (PP) |
| 1999-2003 | Ramón Sánchez                  | Partido Popular (PP) |
| 2003-2007 | Arturo Díaz Hernández          | Partido Popular (PP) |
| 2007-2011 | José Ramón Sánchez Guerra      | Partido Popular (PP) |
| 2011-2015 | José Ramón Sánchez Guerra      | Partido Popular (PP) |
| 2015-2019 | María Isabel Sánchez Hernández | Partido Popular (PP) |
| 2019-2023 | María Isabel Sánchez Hernández | Partido Popular (PP) |
| 2023-act. | Rafael Pérez González          | Por Ávila            |

## Demografía
Santa María del Tiétar cuenta con una población de 553 habitantes (INE 2024).
| Gráfica de evolución demográfica de Santa María del Tiétar entre 1842 y 2021 |
| |
| Población de derecho según los censos de población del INE. Población de hecho según los censos de población del INE.En estos censos se denominaba Escarabajosa: 1842, 1857, 1860, 1877, 1887, 1897, 1900, 1910, 1920, 1930, 1940 y 1950. |

## Monumentos y lugares de interés

### Iglesia

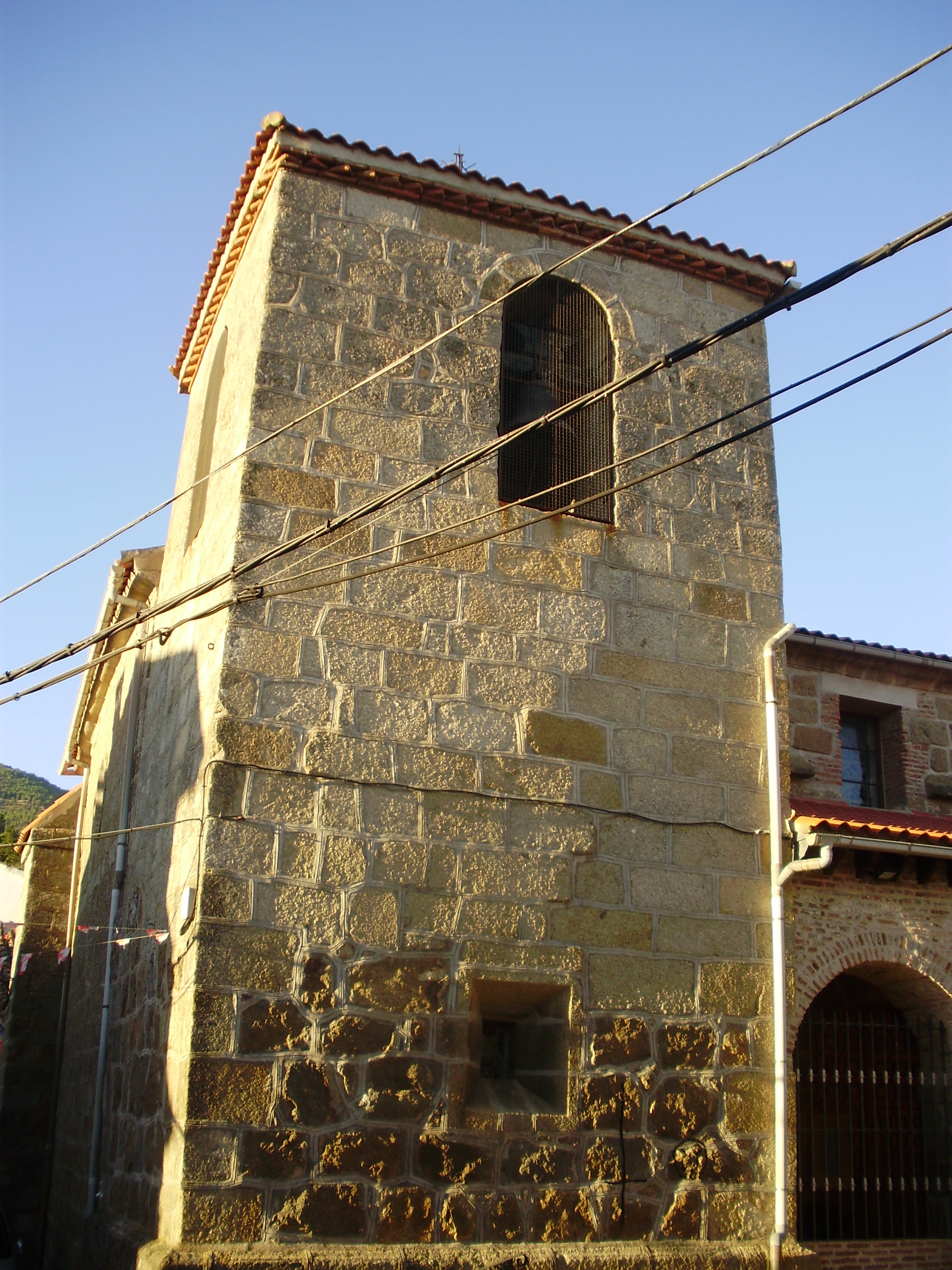
Torre de la iglesia

Está situado en el centro del pueblo, limitado al norte por la plaza del pueblo, por el Sur con un pequeño patio, antiguo cementerio; por el wste con una travesía llamada "El Carnero" y por el oeste con la calle Gonzalo de Río. Es de una sola nave y mide 23,25 m de larga por 8,15 m de ancha. A la derecha del Presbiterio en la parte suroeste del templo está la Sacristía con una extensión de 18 m² con una ventana al sur con bóveda de yeso y ladrillo.
El presbiterio está elevado dos escalones sobre el nivel del resto del piso de la iglesia y es de piedra, moderno y consagrado con motivo del arreglo de la iglesia. Detrás del altar y empotrado en la pared sobre una columna, está el nuevo sagrario de metal dorado hecho a medida, está a unos dos metros de altura y visible desde todas las partes del templo. En el mismo presbiterio y colgada del techo hay una gran lámpara de hierro pintada en negro mate. En las dos esquinas del presbiterio se han colocado dos mesas de piedra.
El techo de la iglesia todo él es nuevo, de construcción moderna con vigas de cemento con tensores de acero, excluyendo totalmente la madera. Se han abierto en el centro de la iglesia y en la parte superior cuatro ventanas, dos en la parte norte y dos en la sur, con grandes cristaleras con el motivo de los cuatro evangelistas. En el presbiterio se han abierto otras dos ventanas, también en las paredes norte y sur. Las puertas, tanto la principal de la pared sur como la auxiliar de la pared norte, son de madera.
El bautisterio está debajo de la torre con bóveda de piedra, una pequeña ventana y una barandilla de madera que le separan de la nave de la iglesia. La pila de piedra está en el centro, tiene una superficie de 9,38 m² (3,35 m x 2,8 m)
La torre es de piedra y desde el nivel del piso de la iglesia tiene para subir 25 escalones pasando por la tribuna. Tiene tres huecos para campanas, que están cubiertos por un esquilón y dos campanas.
Delante de la puerta principal hay un portalillo cerrado con verjas y puertas de hierro. Mide 7,80 m de largo por 2,60 m de ancho. A continuación del portalillo y separado de la calle por un bordillo de piedra tiene la iglesia un patio que mide 16m de largo por 5 m de ancho, este patio era el antiguo cementerio parroquial.

## Cultura

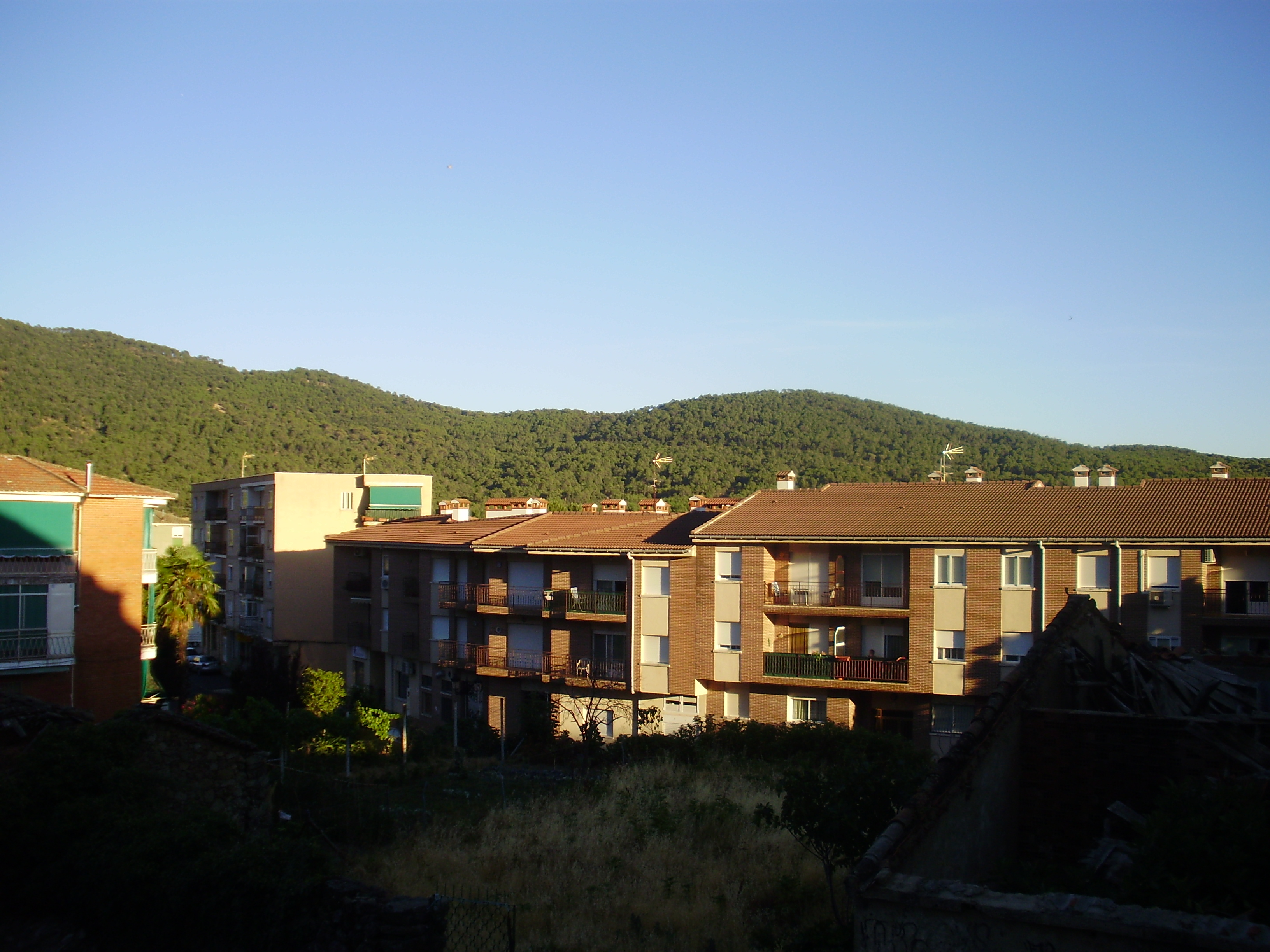
Vista parcial de la localidad

Es un municipio cuyas características fisiográficas son de montaña, aunque su emplazamiento sea en un valle. 
La presencia de las estribaciones occidentales de la sierra de Gredos y las sierras de la Higuera y San Vicente determinan un marco geomorfológico de montaña media común a toda una serie de municipios de los piedemontes del sistema Central.
Este hecho, junto con la presencia de la antigua Cañada Real Leonesa Oriental en su término, como una de las vías pecuarias más concurridas desde la Alta Edad Media, condicionaron una tradición ganadera basada en el vacuno y en el ovino, lo que con una agricultura de secano de escasa productividad constituyó la base económica de un pueblo escasamente articulado con los grandes centros urbanos hasta tiempos muy recientes.
En complemento, la explotación forestal (castañares, robledal, alcornocal), suponía una fuente adicional de recursos a título comunal y en donde el municipio poseía grandes extensiones de monte para tales fines.
Desde mediados del siglo XX, la situación del pueblo con respecto a Madrid se modifica sustancialmente con el trazado sobre la anterior cañada de la carretera hasta Plasencia, que une la capital de España con todo un rosario de localidades de la solana de Gredos y que, desde entonces será el elemento activador de la transformación de todos ellos. Santa María incluso pierde su nombre (Escarabajosa), y asiste de una forma particularmente agresiva a la irrupción de la influencia urbana dentro de un dinámica que afectaba en los primeros años 1960 ya a los municipios madrileños limítrofes de San Martín de Valdeiglesias y Pelayos de la Presa, en donde la expansión de las actividades de recreo y la residencia secundaria definen el nuevo rumbo que toman las actividades productivas en la zona.
De acuerdo con lo antes expuesto, Madrid se convierte en los años 1970 en un foco de demanda que se vuelca hacia la sierra en busca de nuevos espacios, servicios y bienes que no son agrícolas. Al contrario de lo que sucede en las tierras llanas de la provincia, el nuevo espacio no es considerado como idóneo para la expansión industrial, aparte de la mentalidad de los madrileños, para quienes la sierra siempre ha tenido un marcado y sempiterno carácter lúdico y de esparcimiento.
En esa década la demanda de espacio residencial supera la oferta de los municipios de la provincia de Madrid y empieza a avanzar, en virtud de la facilidad de desplazamiento por automóvil, hacia las tierras del Alto Tiétar.

### Zahúrdas de la Cancha
Arquitectura tradicional de fuerte sabor megalítico, cuyos primeros constructores reutilizaron probablemente restos originales de una estructura de galería tardoneolítica, tipología constructiva que se ha renovado hasta nuestros días.
La utilidad de estas construcciones eran darle uso como chozos de pastores y recintos destinados a la guarda de ganado, o de uso temporal en circunstancias especiales: cuarentenas, parideras.
El conjunto de las zahúrdas de La Cancha está constituido por dos construcciones casi perpendiculares, en cuidada orientación N—S la mayor. Ambas quedan unidas por un cercón circular que cobija un árbol –Pinus pinaster– en su interior. Con planta rectangular, cada zahúrda está formada por una sólida galería coronada de una falsa bóveda construida por aproximación de hiladas, formando un techado que conforma una sección de interior trapezoidal. La cobertura del techo está realizada con grandes rocas almohadilladas y no faltan ortostatos o lajas graníticas bien escuadrados. Los muros, construidos con aparejo de abundante granito local, alcanzan el metro de espesor

### Fiestas
- 25 de abril, San Marcos.
- 15 de agosto, Virgen de la Asunción.